# Jacopo Fazzini
Jacopo Fazzini (Massa, 16 marzo 2003) è un calciatore italiano, centrocampista  della Fiorentina.

## Biografia
Il nonno Giorgio è stato un tennista, poi diventato presidente del Circolo del Tennis Viareggio 1896, mentre il fratello maggiore Tommaso (nato nel 2001) è un giocatore di beach soccer, membro della nazionale italiana, vicecampione del mondo  e campione d'Italia con il Viareggio Beach Soccer nel 2023.

## Caratteristiche tecniche
È un centrocampista impiegabile in diversi ruoli della metà campo, ma principalmente da mezzala. Dotato di ottime doti tecniche e atletiche, si è anche distinto per l'intelligenza tattica, le sue doti di inserimento in area avversaria e nei dribbling uno contro uno.

## Carriera

### Club

#### Gli inizi ed Empoli
Inizia a giocare nel CGC Viareggio, per poi passare al Capezzano Pianore  e da qui, nel 2017, al settore giovanile dell'Empoli. Qui, il centrocampista si afferma gradualmente nelle varie formazioni, vincendo il titolo nazionale under-16 nel 2019, per poi arrivare alla Primavera, con cui vince il campionato nella stagione 2020-2021.
Nell'annata successiva, dopo aver preso parte alla UEFA Youth League, Fazzini inizia ad allenarsi con la prima squadra, allenata da Aurelio Andreazzoli; quindi, il 19 gennaio 2022, a 18 anni, debutta fra i professionisti sostituendo Kristjan Asllani nei tempi supplementari della sfida di Coppa Italia contro l'Inter, poi persa per 3-2.
Inserito in prima squadra all'inizio della stagione 2022-2023, il centrocampista viene impiegato regolarmente dal nuovo allenatore Paolo Zanetti, trovando l'esordio in Serie A il 15 agosto 2022, a 19 anni, quando entra in campo al posto di Filippo Bandinelli nei minuti finali della partita contro lo Spezia, persa per 1-0. Il 5 novembre seguente, gioca la sua prima partita da titolare contro il Sassuolo, contribuendo alla vittoria per 1-0 della sua squadra.
Il 26 novembre 2023, segna il suo primo gol in massima serie e in maglia azzurra, nella sconfitta per 3-4 contro il Sassuolo.
Il 10 agosto 2024, segna la sua prima doppietta, contribuendo al successo per 4-1 in Coppa Italia sul Catanzaro. Lungo la stagione 2024-2025, colleziona 20 presenze, quattro gol e un assist in campionato, pur non riuscendo a evitare la retrocessione dell'Empoli in Serie B. Con il club toscano, ha collezionato in tutto 76 presenze e sette reti in tutte le competizioni.

#### Fiorentina
Il 25 giugno 2025, Fazzini viene ufficialmente ingaggiato a titolo definitivo dalla Fiorentina, sempre in Serie A, con cui firma un contratto quinquennale, valido a partire dal 1° luglio successivo; l'accordo è stato raggiunto sulla base di circa nove milioni di euro, più uno di bonus.

### Nazionale
Fazzini ha rappresentato l'Italia a diversi livelli giovanili, giocando per tutte le nazionali dall'under-17 all'under-20.
Nel maggio del 2022, è stato incluso nel gruppo della nazionale under-19 che ha preso parte agli Europei di categoria in Slovacchia, dove gli Azzurrini sono arrivati fino alle semifinali, prima di essere eliminati dall'Inghilterra.
Nel settembre dello stesso anno, esordisce anche con la nazionale under-20, mentre il dicembre seguente, partecipa ad uno stage organizzato dal CT della nazionale maggiore, Roberto Mancini, e riservato ai migliori giovani talenti di interesse nazionale.
Nel giugno del 2023, riceve la sua prima convocazione in nazionale under-21, venendo incluso da Paolo Nicolato nella lista dei pre-convocati per l'Europeo di categoria; tuttavia, non rientra nella lista finale.
Nel giugno del 2025, viene convocato dal selezionatore Carmine Nunziata per l'Europeo under-21 organizzato in Slovacchia, concluso dagli Azzurrini con l'eliminazione ai quarti di finale da parte della Germania (3-2).

## Statistiche

### Presenze e reti nei club
Statistiche aggiornate al 24 maggio 2025.
| Stagione        | Squadra         | Campionato      | Campionato | Campionato | Coppe nazionali | Coppe nazionali | Coppe nazionali | Coppe continentali | Coppe continentali | Coppe continentali | Altre coppe | Altre coppe | Altre coppe | Totale | Totale |
| Stagione        | Squadra         | Comp            | Pres       | Reti       | Comp            | Pres            | Reti            | Comp               | Pres               | Reti               | Comp        | Pres        | Reti        | Pres   | Reti   |
| --------------- | --------------- | --------------- | ---------- | ---------- | --------------- | --------------- | --------------- | ------------------ | ------------------ | ------------------ | ----------- | ----------- | ----------- | ------ | ------ |
| 2021-2022       | Empoli          | A               | 0          | 0          | CI              | 1               | 0               | -                  | -                  | -                  | -           | -           | -           | 1      | 0      |
| 2022-2023       | Empoli          | A               | 21         | 0          | CI              | 1               | 0               | -                  | -                  | -                  | -           | -           | -           | 22     | 0      |
| 2023-2024       | Empoli          | A               | 31         | 1          | CI              | 0               | 0               | -                  | -                  | -                  | -           | -           | -           | 31     | 1      |
| 2024-2025       | Empoli          | A               | 20         | 4          | CI              | 2               | 2               | -                  | -                  | -                  | -           | -           | -           | 22     | 6      |
| Totale Empoli   | Totale Empoli   | Totale Empoli   | 72         | 5          |                 | 4               | 2               |                    | -                  | -                  |             | -           | -           | 76     | 7      |
| 2025-2026       | Fiorentina      | A               | -          | -          | CI              | -               | -               | UECL               | -                  | -                  | -           | -           | -           | -      | -      |
| Totale carriera | Totale carriera | Totale carriera | 72         | 5          |                 | 4               | 2               |                    | -                  | -                  |             | -           | -           | 76     | 7      |

### Cronologia presenze e reti in nazionale
| Cronologia completa delle presenze e delle reti in nazionale ― Italia under 21 | Cronologia completa delle presenze e delle reti in nazionale ― Italia under 21 | Cronologia completa delle presenze e delle reti in nazionale ― Italia under 21 | Cronologia completa delle presenze e delle reti in nazionale ― Italia under 21 | Cronologia completa delle presenze e delle reti in nazionale ― Italia under 21 | Cronologia completa delle presenze e delle reti in nazionale ― Italia under 21 | Cronologia completa delle presenze e delle reti in nazionale ― Italia under 21 | Cronologia completa delle presenze e delle reti in nazionale ― Italia under 21 |
| Data                                                                           | Città                                                                          | In casa                                                                        | Risultato                                                                      | Ospiti                                                                         | Competizione                                                                   | Reti                                                                           | Note                                                                           |
| ------------------------------------------------------------------------------ | ------------------------------------------------------------------------------ | ------------------------------------------------------------------------------ | ------------------------------------------------------------------------------ | ------------------------------------------------------------------------------ | ------------------------------------------------------------------------------ | ------------------------------------------------------------------------------ | ------------------------------------------------------------------------------ |
| 12-9-2023                                                                      | İzmit                                                                          | Turchia under 21                                                               | 0 – 2                                                                          | Italia under 21                                                                | Qual. Europeo Under-21 2025                                                    | -                                                                              | 89’                                                                            |
| 22-3-2024                                                                      | Cesena                                                                         | Italia under 21                                                                | 2 – 0                                                                          | Lettonia under 21                                                              | Qual. Europeo Under-21 2025                                                    | -                                                                              | 86’                                                                            |
| 5-9-2024                                                                       | Latina                                                                         | Italia under 21                                                                | 7 – 0                                                                          | San Marino under 21                                                            | Qual. Europeo Under-21 2025                                                    | -                                                                              | 14’                                                                            |
| 17-6-2025                                                                      | Trnava                                                                         | Spagna under 21                                                                | 1 – 1                                                                          | Italia under 21                                                                | Europeo Under-21 2025 - 1º turno                                               | -                                                                              | 57’ 73’                                                                        |
| 22-6-2025                                                                      | Dunajská Streda                                                                | Germania under 21                                                              | 3 – 2 dts                                                                      | Italia under 21                                                                | Europeo Under-21 2025 - Quarti di finale                                       | -                                                                              | 102’                                                                           |
| Totale                                                                         |                                                                                | Presenze                                                                       | 5                                                                              |                                                                                | Reti                                                                           | 0                                                                              |                                                                                |

## Palmarès

### Club

#### Competizioni giovanili
- Campionato Primavera: 1

Empoli: 2020-2021